# Забудько Георгій Григорович
Георгій Григорович Забудько (нар. 28 березня 1950) — радянський футболіст, що грав на позиції нападника. Відомий за виступами в низці клубів різних ліг, найбільш відомий за виступами в складі «Кайрата» з Алма-Ати у вищій лізі СРСР.

## Клубна кар'єра
Георгій Забудько розпочав виступи на футбольних полях у 1967 році в команді вищої ліги СРСР «Кайрат» з Алма-Ати, проте гравцем основного складу не став, та провів лише 5 матчів у вищій лізі. У 1970 році став гравцем команди другої групи класу «А» «Металург» (Запоріжжя), у складі якої в перший же рік виступів став чемпіоном УРСР, після чого у складі запорізької команди протягом двох років грав у першій лізі. У 1973 році перейшов до іншої команди першої ліги «Спартак» з Івано-Франківська, проте основним гравцем у ньому не став, зігравши за сезон лише 3 матчі. У 1974 році Забудько став гравцем команди другої ліги «Орбіта»" з Кзил-Орди, завершив виступи на футбольних полях у 1976 році.

## Після завершення виступів на футбольних полях
Після завершення виступів на футбольних полях Георгій Забудько нетривалий час був футбольним арбітром, у 1981 працював лайнсменом на матчах казахської зони другої ліги СРСР. У 1983 році Забудько входив до тренерського штабу команди другої ліги СКІФ з Алма-Ати.

## Досягнення
- Переможець чемпіонату УРСР з футболу 1970.